# Юрдига Олег Степанович
Оле́г Степа́нович Юрди́га (24 червня 1976, Якторів, Золочівський район, Львівська область — 10 листопада 2016, Новозванівка, Попаснянський район, Луганська область) — український військовик, молодший сержант Збройних сил України, учасник війни на сході України, командир відділення 24-ї окремої механізованої бригади.

## Життєпис
Навчався у школі села Словіта, потім у вищому професійному училищі Львова. Військову строкову службу проходив у Хмельницькому, закінчив її у званні молодшого сержанта на посаді командира бойової машини піхоти. Після служби одружився та переїхав жити до Львова.

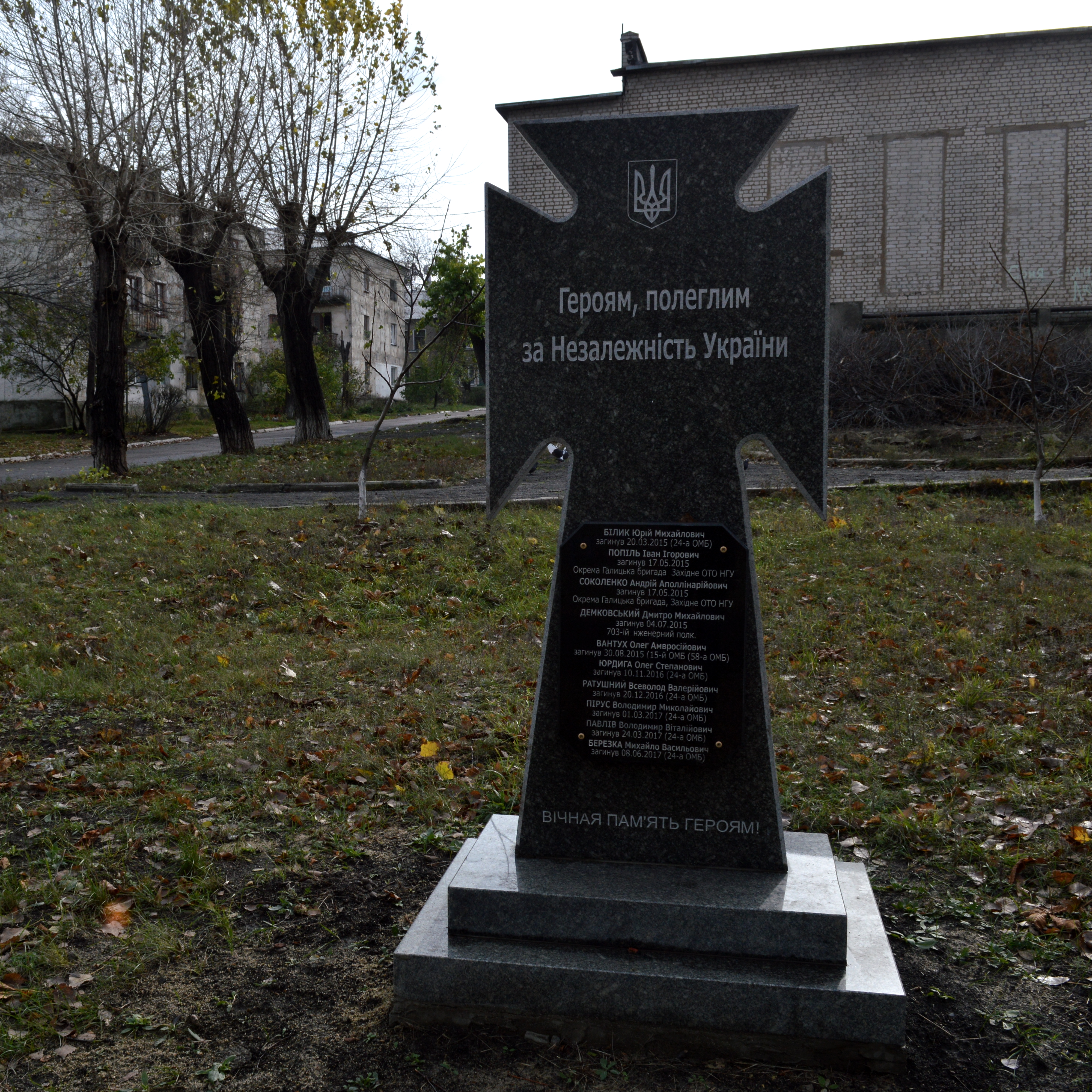
Пам'ятник загиблим українським воякам у селищі Новотошківське

Любитель спорту, грав за команду рідного села. Опікувався садом батьків дружини.
Працював на заробітках у сфері будівництва, їздив по містах з бригадою.
Навесні 2014 року був призваний до армії, 10 місяців відслужив на Яворівському полігоні інструктором, а потім у складі 128-ї окремої гірсько-піхотної бригади вирушив на схід України. Демобілізувався у вересні 2015 року.
У вересні 2016 року прийнятий на військову службу за контрактом (на пів року) та вдруге вирушив на війну після коротких навчань на Яворівському полігоні.
Командир відділення — командир бойової машини 24-ї окремої механізованої бригади.
Загинув 10 листопада 2016 року приблизно о 16:00 на бойовому посту в районі села Новозванівка Попаснянського району Луганської області під час мінометного обстрілу внаслідок осколкового поранення. 14 листопада 2016 року тіло було доправлене у рідне село.
Похований в селі Якторів, Золочівський район, Львівська область.
По смерті залишилися дружина та двоє дітей.

## Нагороди та вшанування
- Указом Президента України № 23/2017 від 3 лютого 2017 року «за особисту мужність, виявлену у захисті державного суверенітету та територіальної цілісності України, самовіддане виконання військового обов'язку» нагороджений орденом «За мужність» III ступеня (посмертно)[2].
- 7 травня 2017 року на фасаді Словітського НВК, де навчався Олег, йому відкрито меморіальну дошку[3].